# 마흐무드 (티무르 왕조)
샤 마흐무드는 티무르 왕조의 일원으로, 1457년에 일주일간 헤라트를 다스렸다. 그의 아버지는 티무르의 증손자인 아불 카짐 바부르다.
아불 카짐 바부르가 죽은 1457년에 마흐무드의 나이는 겨우 11세였다. 몇 주 뒤, 그의 삼촌 알라 알다울라의 아들 (즉, 마흐무드의 사촌) 이브라힘이 그를 헤라트에서 추방했다. 이후 마흐무드는 뭔가를 해보려고 노력했으나 실패했다. 1460년대에 사망한 것으로 추정된다.
| 전임 아불 카짐 바부르 | 티무르 왕조, 헤라트의 지배자 1457년 | 후임 이브라힘 |